# Vito Maragioglio
Vito Maragioglio (Gropparello, 1915 – Rapallo, 23 de febrero de 1976) fue un arquitecto, militar y egiptólogo italiano del siglo XX.

## Biografía
Vito Maragioglio nació dentro de una familia siciliana de Gropparello. Sirvió en el ejército italiano (artillería) hasta llegar a un rango elevado, pero en 1945 tuvo que dejar el servicio por motivos de salud. Desde entonces concentró sus energías en los estudios de Paleografía y Egiptología.
En el año 1946 conoció a Celeste Rinaldi, junto al cual terminaría realizando sus principales investigaciones. Por ejemplo, ambos dirigieron un proyecto de documentación sobre la arquitectura de las pirámides en el área de Menfis. Sus libros al respecto son todavía dos de las fuentes más ricas en este campo.
Entre los años 1961 y 1965, por encargo del Museo Egipcio de Turin, participó en la campaña de protección de las esculturas núbicas que estaban siendo amanezadas por la subida del nivel del agua producido durante la construcción de la presa de Asuán.

## Publicaciones (selección)
- Con Celeste Rinaldi: Notizie sulle piramidi di Zedefrâ, Zedkarâ Isesi, Teti. Roma 1962.
- Con Celeste Rinaldi:: L'Architettura delle Piramidi Menfite. II-VIII, Turín 1963-1977.
- Con Celeste Rinaldi:Note sulla piramide di Ameny Aamu. En: Orientalia 37, 1968, páginas 325-338.
- Con Celeste Rinaldi:Considerazioni sulla città Dd-Snfrw. En: Orientalia 40, 1971, páginas 67-74.
- Con Celeste Rinaldi:La costruzione della piramide di Cheope. Precisazioni e commenti. Accademia nazionale dei Lincei, Roma, 1975.
- Con Celeste Rinaldi:Note complementari sulla tomba di Neferu-Ptah. En: Orientalia 42, 1973, páginas 357–369.
- Con Silvio Curto, Celeste Rinaldi, L. Bangrani: Kalabsha. Roma, 1965.
- Con Silvio Curto, G. Geraci, Celeste Rinaldi: Dehmit. Roma, 1973.
- Con Silvio Curto, Celeste Rinaldi: Korosko - Kasr Ibrim. Incisioni Rupestri Nubiane. Milán, 1987.